# Великий Черемшан
Великий Черемшан — річка в Росії, в Самарській області, Татарстані, Ульяновській області, ліва притока Волги. Довжина — 336 км, сточище — 11 500 км², середня витрата води в гирлі 36,1 м³/с. Витік на Бугульмінсько-Белебєєвській височині. Живлення снігове. Навесні річка витрачає 60—70 % річного стоку.
Основні притоки: зліва — Тарханка, Кармала, Великий Авраль ; справа — Шарля, Велика Сульча, Темерлін, Малий Черемшан, Тня. Піщані береги річки майже на всьому протязі покриті хвойними і змішаними лісами. У руслі річки часті острови, перекати, мілини.
Пониззя річки затоплені при будівництві Куйбишевського водосховища до міста Димитровград.